# Echinodorus trialatus
Echinodorus trialatus là một loài thực vật có hoa trong họ Alismataceae. Loài này được Fassett mô tả khoa học đầu tiên năm 1955.